# Fernando Prat-Gay
Fernando Bernabé de Jesús Prat Gay y Maciel (San Miguel de Tucumán, 11 de junio de 1897-Buenos Aires, 16 de enero de 1971) fue un político y empresario azucarero argentino, dirigente de la Unión Cívica Radical de Tucumán, en la primera mitad del Siglo XX d. C..

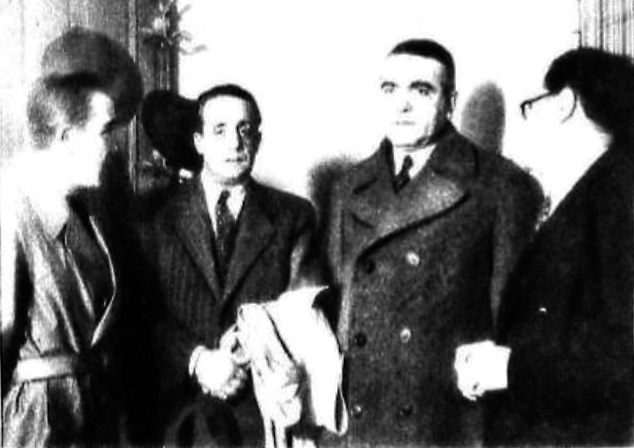
Los diputados radicales concurrencistas tucumanos, Fernando Prat Gay y Miguel Critto. Año 1936.

## Biografía
Hijo del inmigrante español Juan Antonio Prat Gay y de la tucumana, Julia Maciel y Córdoba, quienes contrajeron matrimonio en San Miguel de Tucumán en el año 1896. Realizó sus estudios de abogacía en la Universidad Nacional de Córdoba, regresando a Tucumán en 1915, convirtiéndose en uno de los abogados jóvenes más prestigiosos del foro local, además de incorporarse a los círculos intelectuales tucumanos aglutinados en la "Sociedad Sarmiento".  Entre 1917 y 1918 fue funcionario de la Intervención Federal a la Provincia de Jujuy, decretada por el presidente Hipólito Yrigoyen y presidida por Justo P. Luna. Durante la gobernación tucumana de Juan Bautista Bascary fue Secretario Administrativo de la Legislatura de Tucumán, comenzando su carrera política como militante y dirigente de la Unión Cívica Radical en el  Departamento Leales, bastión electoral del futuro gobernador Miguel Mario Campero.
Durante las huelgas azucareras del año 1924 fue el representante de los productores cañeros de ese departamento en las negociaciones entre el gobierno de la provincia, los empresarios azucareros y el gobierno nacional del presidente Marcelo Torcuato de Alvear. Fue diputado provincial por el departamento de Leales durante el primer gobierno de Campero y el gobierno de José Graciano Sortheix, cesando en sus funciones por el golpe de Estado del 6 de septiembre de 1930. En 1935, apoyó la decisión de la U.C.R. tucumana de desobedecer el mandato de abstención electoral decretado por el Comité Nacional, separándose los radicales tucumanos del partido nacional para llevar la candidatura de Miguel Mario Campero, originando la U.C.R. Concurrencista  tucumana. En 1935, junto a sus hermanos, iniciaron el emprendimiento azucarero que se materializaría con la fundación del Ingenio Leales, en la localidad de Los Sueldos, en el departamento Leales. Fue un notorio dirigente de la Acción Católica tucumana, además de caudillo radical en la zona este de la provincia de Tucumán, lo que le valió en 1936, su postulación como diputado nacional por la U.C.R. Concurrencista. 
Elegido diputado nacional por la provincia de Tucumán en 1936, desempeñó ese cargo hasta su reelección en 1940, en representación de la Unión Cívica Radical Concurrencista. Fue miembro de la Comisión Especial de Investigación de Actividades Antiargentinas, creada por la Cámara de Diputados de la Nación para investigar las actividades nazis en el territorio argentino,, como también, uno de los principales aliados políticos de los  gobernadores Miguel Mario Campero, durante su segundo mandato (1935-1939 y de  Miguel Critto hasta el fin de los gobiernos radicales concurrencistas en 1943. Luego de 1945 se dedicó a su actividad empresarial, como consecuencia de los fuertes cuestionamientos del ala del radicalismo intransigente a la participación de los industriales azucareros en la actividad política de la U.C.R. tucumana, que había sido determinante en la derrota de los radicales frente a los conservadores en las elecciones provinciales de 1942. A partir de esa fecha se dedicó a la actividad industrial y a la expansión del Ingenio Leales. En 1960 presidió el Centro Azucarero Argentino, y no volviendo a tener actividad política relevante hasta su fallecimiento en el año 1971.
Contrajo matrimonio, en una primera oportunidad con Adela Maciel Bravo, y luego con Clemencia Lucía Santillán Bouquet Roldán. Su hermano fue el escultor tucumano, Enrique Prat Gay, uno de sus hijos fue el diplomático  Gastón de Prat Gay,  y a través de su otro hijo Fernando Prat Gay Santillán, es el abuelo del economista, exministro de Economía y político, Alfonso Prat Gay.